# تشارلز بيغلو
تشارلز هـ. بيغلو (بالإنجليزية: Charles H. Bigelow)‏ هو مهندس معماري من القرن التاسع عش. وُلد بيغلو في لوويل بولاية ماساشوستس وتُوفي في 15 أبريل عام 1862.

## سيرته الذاتية
تخرّج بيغلو من الأكاديمية الأمريكية العسكرية بويست بوينت، ليحتل المرتبة الثانية في الفصل الدراسي لعام 1835. وتزوج هارييت بريجز، ابنة حاكم ولاية ماساتشوستس الراحل جورج ان. بريجز. وتُوفي في نيو بدفورد بماساتشوستس في15 أبريل عام 1862. وفي 31 مارس 1847، كان بيغلو واحدًا ضمن مجموعة من المواطنين المؤثرين في لورانس بماساشوستس الذين أسسوا مكتبة فرانكلين، والتي تُرف الآن بمكتبة لورنس الحرة. كان بيغلو أول رئيس للجمعية.

## حياته المهنية
كان بيجلو كبير مهندسي مطحنة بيمبرتون، والذي يعتبر انهياره أسوأ حادث عمل في تاريخ ماساتشوستس" وواحدة من أسوأ الكوارث الصناعية في التاريخ الأمريكي. كما جاء وفقًا لأحد المحاسبين في ذلك الوقت.
شهد جيسي غلوفر، مشرف الإصلاحات في التحقيق أنه كان دائمًا ينظر إلى المبنى على أنه ضعيف البنية. وشهد جون ب. توتل، المشرف على توفير طوب البناء بأنه اشتكى إلى المهندس المعماري بيجلو خوفه من عدم كفاية الجدران التي تحمل المبنى. ألقى السيد بيغلو بدوره باللوم على الملاك. وقال بيغلو إن المالكين هم المسؤولون عن كل المشتريات والموافقة على الكتلة الحديدية للمبنى.
عمل بيجلو أيضًا كمستشار في قناة أوغستا.